# 마슬레니차

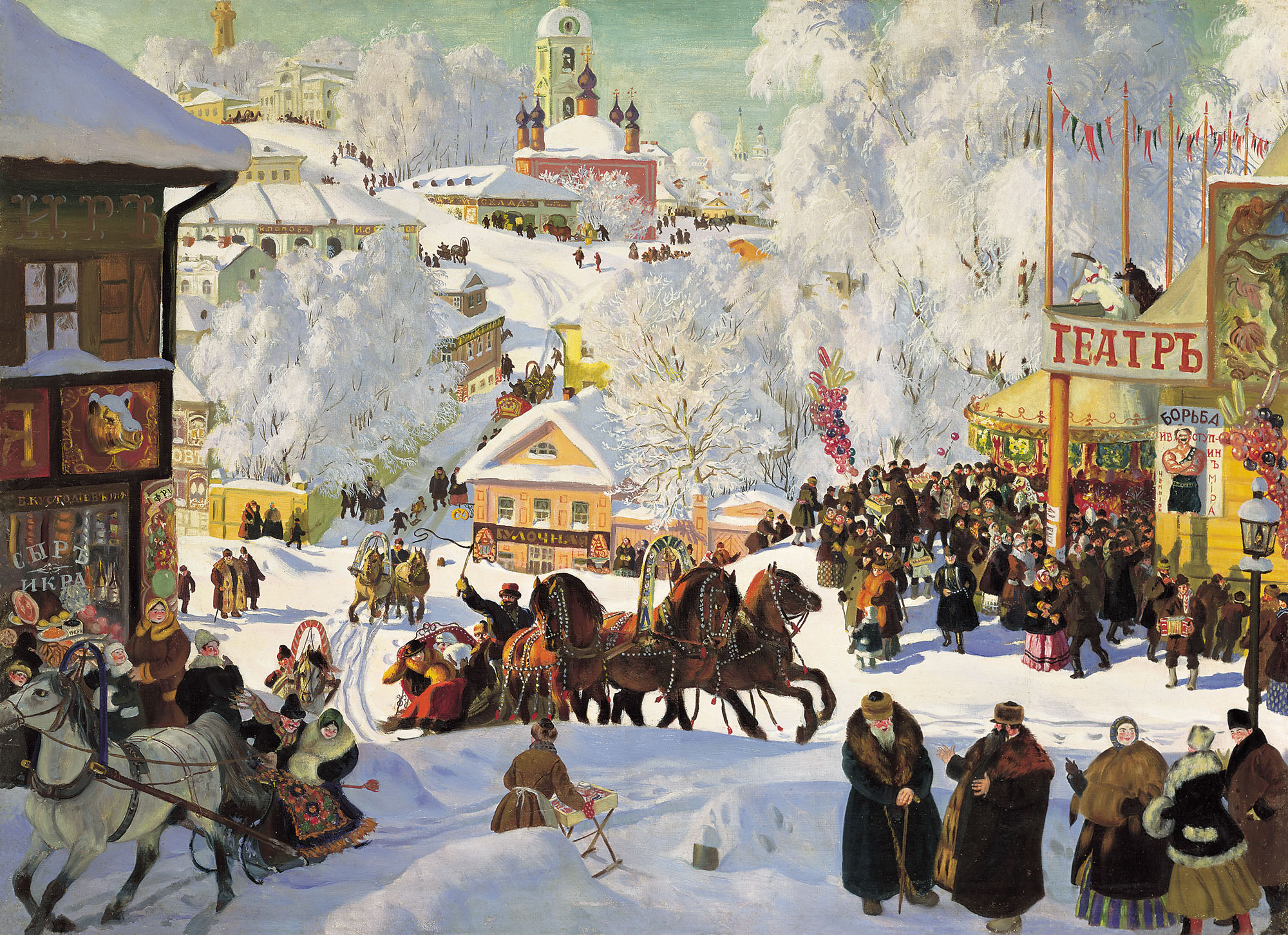

마슬레니차(러시아어: Мaсленица)는 종교 속 수많은 슬라브 요소를 아우르는 동슬라브족의 종교이자 민속적 휴일이다. 동방 정교회 부활절이 되기 전 8째 주에 거행된다.
마슬레니차의 날짜는 부활절 날짜에 따라 매년 바뀐다. 대개 서방 기독교 사육제에 대응된다.

## 현대
소련 시기에 마슬레니차는 다른 종교 휴일처럼 공식적으로 축하하지는 않았다. 소련의 붕괴 이후로 수많은 러시아 사람들이 기독교로 돌아왔다.

## 같이 보기
- 주의 봉헌축일
- 리우 카니발
- 마르디 그라
- 팬케이크 데이
- 페트루시카 (발레)